# Черноглазовка (Харьковская область)
Черногла́зовка (укр. Чорноглазівка) — село, Жовтневый сельский совет, Золочевский район, Харьковская область, Украина.
Код КОАТУУ — 6322683004. Население по переписи 2001 года составляет 255 (126/129 м/ж) человек.

## Географическое положение
Село Черноглазовка находится на расстоянии восьми км от райцентра Золочева между реками Лопань и Уды (6,5 км), в верховьях балки Солёный яр, по которой протекает безымянная речушка с несколькими запрудами.
На расстоянии в 3 км расположен посёлок Калиново.

## История
- 1720 — дата основания.
- В  1940 году, перед ВОВ, в Черноглазовке были 177 дворов,[4] ветряная мельница и сельсовет.[1]
- В 1943 году немецкие оккупанты уничтожили с/х артель и 30 домов.
- В 1945-1966 годах в селе построено 67 домов.
- Население в 1966 году составляло 549 человек.

## Экономика
- Молочно-товарная ферма.
- Общество с ограниченной ответственностью «Europe Aqva Group».

## Объекты социальной сферы
- Фельдшерско-акушерский пункт.

## Достопримечательности
- Братская могила советских воинов и Памятный знак воинам-односельчанам. Похоронено 136 воинов.